# 北卡罗来纳大学系统
北卡罗来纳大学（英語：University of North Carolina），常被简称为北卡罗来纳大学系统（英語：UNC System），是北卡羅萊納州的公立大學系統。由十六所公立四年制大学及一所名為北卡罗来纳科学与数学学校（North Carolina School of Science and Mathematics）的寄宿中學所组成。旗艦大學為北卡罗来纳大学教堂山分校，其餘校区分别坐落於艾西維爾、夏洛特、格林斯伯勒、羅里等地。
在大學系統創建初期，各校區由同一個董事會及校長管理，而後藉由州議會通過的一系列法案才使各校區擁有自己的董事會及校長，最終形成了現今各校区的学校高度自治和相互独立的樣貌。这个大學系统註冊的學生共有239,987名，並在2008年授予了北卡州75%以上的本科学位。

## 历史
北卡罗来纳大学的第一个校区是1789年在北卡罗来纳州教堂山建立的。这是美国第一所授予学位的公立大学，也是历史上北卡州136之内唯一的一所大学。1877年，北卡州开始资助其他的高等教育机构。逐渐，这个州又增加了五所黑人大学和一所培养印第安人的大学。另有一些大学被创立用来培养公共教育老师和表演艺术人才。
大萧条时期，北卡罗来纳立法会在州政府内部寻找节流的办法。出于这个目的，经过努力，它于1931年将当时的北卡罗来纳大学合并成现在的北卡罗来纳大学教堂山分校、北卡罗来纳州立大学和北卡罗来纳大学格林斯伯勒分校。新的合并后的北卡罗来纳大学在一个基金会和校董的领导下运营了这三所校区。1969年，另外三所通过法案加入了北卡罗来纳大学：北卡罗来纳大学夏洛特分校、北卡罗来纳大学艾西維爾分校和北卡罗来纳大学威明顿分校。
1971年，北卡通过立法，将所有16所授予本科学位的公立大学并入该系统。这新的一轮合并给每个校区分派了一个校长和基金会。1985年，北卡罗来纳科学和数学学校，一个当地的寄宿制重点高中，宣布成为该大学的附属中学。
北卡羅來納大學是所籃球名校，許多NBA球員畢業於此，例如迈克尔·乔丹、文斯·卡特等。

## 分校
1. 北卡羅來納州立大學      http://www.ncsu.edu（页面存档备份，存于）
2. 北卡羅來納大學艾西維爾分校（University of North Carolina at Asheville）     http://www.unca.edu（页面存档备份，存于）
3. 北卡羅來納大學教堂山分校（University of North Carolina at Chapel Hill）      http://www.UNC.edu（页面存档备份，存于）
4. 北卡羅來納大學夏洛特分校（University of North Carolina at Charlotte）      http://www.uncc.edu/（页面存档备份，存于）
5. 北卡羅來納大學格林保羅分校（University of North Carolina at Greensboro）      http://www.uncg.edu（页面存档备份，存于）
6. 北卡羅來納大學彭布魯克分校（University of North Carolina at Pembroke）      http://www.uncp.edu（页面存档备份，存于）
7. 北卡羅來納大學威明頓分校（University of North Carolina at Wilmington）      http://www.uncw.edu（页面存档备份，存于）
8. 阿巴拉契亞州立大學      http://www.appstate.edu/（页面存档备份，存于）
9. 東卡羅來納大學（East Carolina University）      http://www.ecu.edu（页面存档备份，存于）
10. 伊莉莎白城市州立大學（英语：North Carolina State University at Raleigh）      http://www.ecsu.edu（页面存档备份，存于）
11. 費耶特維爾州立大學（英语：Appalachian State University）      http://www.uncfsu.edu（页面存档备份，存于）
12. 北卡罗来纳州立农业技术大学（North Carolina Agricultural and Technical State University）      http://www.ncat.edu（页面存档备份，存于）
13. 北卡羅來納州中央大學（英语：North Carolina Central University）      http://www.nccu.edu（页面存档备份，存于）
14. 北卡羅來納州科學與數學學院      http://www.ncssm.edu（页面存档备份，存于）
15. 北卡羅來納大學藝術學院（英语：University of North Carolina School of the Arts）      http://www.uncsa.edu（页面存档备份，存于）
16. 西卡羅來納大學（英语：Western Carolina University）      http://www.wcu.edu（页面存档备份，存于）
17. 溫斯頓-賽倫州立大學（英语：Winston-Salem State University）      http://www.wssu.edu（页面存档备份，存于）